# Diona (mjesec)
Diona (također Saturn IV) je prirodni satelit Saturna. Nazvana je po Afroditinoj majci. Unutarnji pravilni satelit s 1124 km u promjeru i orbitalnim periodom od 2 dana, 17 sati, 41 minutu i 9 sekundi.
Slična je Reji, iako je manja, a gotovo je okrugla. Kruži na udaljenosti od 370 000 km. Cassinijeve fotografije pokazuju da na Dioni postoje strme litice i krateri. Diona je gust satelit u usporedbi sa susjedima, s gustoćom od 1,478 g/cm³. Ima stjenovitu jezgru od silikatnih stijena. Dijeli putanju s Helenom.   
Ima egzoferu od kisika. Potječe najvjerojatnije od svemirskih čestica koje padajući na mjesec oslobađaju kisik. Gustoća molekula u egzosferi je samo 90 000 po kubičnom metru. Ovo otkriće potvrđuje teoriju prema kojoj bi svi Saturnovi i Jupiterovi prirodni sateliti u atmosferi mogli imati kisika što pak povećava vjerojatnost da bi na nekom od njih moglo biti elemenata neophodnih za podržavanje života. Slična egzosfera nađena je oko Ree, ali nije u tolikoj mjeri od kisika kao Dionina. Egzosfera je detektirana 2012.
Podaci koje je prikupio Cassini-Huygens ukazuje na to da Diona možda ima ocean ispod površine, baš kao i Enceladus. Ovo se temelji na savijanju površine koja se spušta s 1,5 km visokog grebena što se može najbolje objasniti prisutnošću takvog oceana. Podaci o gravitaciji i obliku ukazuju na oko 100 km debelu koru iznad mogućeg oceana; riječ je o mnogo debljoj kori nego kod Enceladusa. Smatra se da se Dionina ledena ljuska mijenja u debljini za manje od 5%, s najtanjim područjima na polovima, gdje je plimsko zagrijavanje kore najveće.

## Vanjske poveznice
- Astronomska sekcija Fizikalnog društva Split - Diona i Helena, saturnovi sateliti  Arhivirana inačica izvorne stranice od 10. travnja 2005. (Wayback Machine)